# Der Morgen

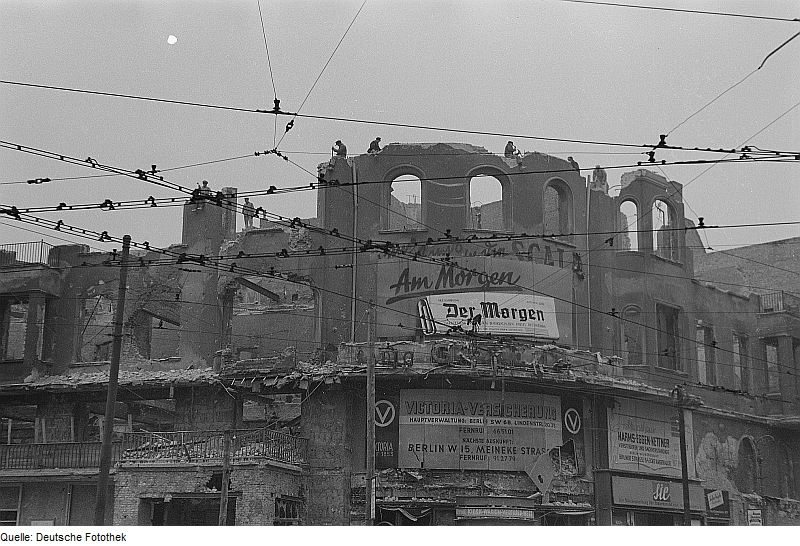
Werbung für Der Morgen an einer Kriegsruine (1946)

Der Morgen war eine Tageszeitung in der DDR und das Zentralorgan der Liberal-Demokratischen Partei Deutschlands (LDP, 1951 in LDPD umbenannt). Das Blatt erschien seit dem 3. August 1945 sechsmal in der Woche, ab dem 7. Juli 1950 in der Morgen-Druckerei- und Verlagsgesellschaft mbH, die der LDPD und dem LDPD-Landesverband Sachsen-Anhalt gehörte. Die letzte Ausgabe erschien am 11. Juni 1991.

## Geschichte
Erster Herausgeber der Tageszeitung war der ehemalige Reichsinnenminister und Mitbegründer der LDP Wilhelm Külz. Die Präambel der Erstausgabe setzte das Ziel, „Sprachrohr des liberal-demokratischen Bürgertums“ zu werden. Ab 1955 wurden auch Bücher mit Parteimaterial verlegt, woraus sich der 1958 abgespaltene Buchverlag Der Morgen, Berlin, entwickelte.
Zur Wendezeit 1989 war sie die erste Tageszeitung der DDR, die sich offiziell vom Führungsanspruch der SED lossagte und Beiträge und Leserbriefe zuließ, die sich kritisch mit dem politischen System der DDR befassten. Im Februar 1990 beschäftigte sie sich als erstes DDR-Blatt mit den stalinistischen Verbrechen in Deutschland. Nach der Einstellung der Berliner Allgemeinen – hervorgegangen aus dem ehemaligen NDPD-Organ National-Zeitung – übernahm Der Morgen deren Abonnentenkartei.
Im Juli 1990 wurde die Zeitung vom Axel-Springer-Verlag erworben. In der Redaktion arbeiteten von nun an Journalisten aus Ost und West, die vom Spiegel oder der Tageszeitung gekommen waren, zusammen. Unter seinem neuen Chefredakteur Dieter Degler profilierte sich Der Morgen mit Enthüllungen über die PDS-Finanzen und Stasi-Verwicklungen von Politikern. Die Redakteure Jan von Flocken, Erwin Jurtschitsch und Michael Klonovsky erhielten den Wächterpreis der Tagespresse der Stiftung „Freiheit der Presse“ für couragierte Berichte zur „Aufdeckung und Behandlung von Menschenrechtsverletzungen durch die DDR-Justiz“.
Zwar war dem Morgen vom Verlag zunächst eine Bestandsgarantie für drei Jahre gegeben worden und wurde er wegen seines journalistischen Stils von Kritikern gelobt. Doch bereits ein knappes Jahr später, am 11. Juni 1991, stellte der Springer-Konzern das Erscheinen des Blattes ein. Zu dieser Zeit plante der Axel-Springer-Verlag bereits, die Redaktion seines „Flaggschiffs“ Die Welt nach Berlin zu verlegen. Der Betriebsrat des Morgen warf dem Eigentümer vor, das Blatt bewusst vernachlässigt zu haben: So seien Mittel für Werbezwecke nicht freigegeben worden, die Anzeigen-Generalvertretung des Springer-Verlags durfte keine Anzeigen für den Morgen schalten und die Zeitung sei nicht über das verlagseigene Vertriebsnetz, sondern über die Deutsche Bundespost ausgeliefert worden, obwohl es mit dieser Probleme gab. Der Freitag spekulierte, dass die Einstellung des Morgen von politischen Bedenken des Springer-Konzerns gegen dessen linksliberale Linie sowie vom Interesse an dessen Immobilie motiviert war, was der Verlag jedoch zurückwies.